# Xã Oak Gulch, Quận Day, South Dakota
Xã Oak Gulch (tiếng Anh: Oak Gulch Township) là một xã thuộc quận Day, tiểu bang Nam Dakota, Hoa Kỳ. Năm 2010, dân số của xã này là 24 người.